# Тувайни ибн Саид
Тувайни ибн Саид (1820—1866) — султан Омана из династии Аль Саид (19 октября 1856 — 11 февраля 1866).

## Биография
Третий сын и преемник Саида ибн Султана (1804—1856). Родился в Маскате. Когда его отец Саид ибн Султан находился в Занзибаре, Тувайни оставался наместником в Омане.
Тувайни был женат на своей двоюродной сестре Галии, дочери своего дяди Селима ибн Султана. У них было несколько детей.
В октябре 1856 года после смерти султана Саида ибн Султана на Занзибаре Тувайни стал султаном Маската и Омана, а его младший брат, Маджид ибн Саид, захватил власть на Занзибаре. При посредничестве Великобритании султан Занзибара Маджид обязался платить ежегодную дань в Оман. Однако Маджид ибн Саид выплатил дань только несколько лет, а затем перестал. Султан Омана Тувайни не мог взыскать платеж с гораздо богатого Занзибара. Это поставило Маскат в сложную финансовую позицию. Тувайни вынужден был увеличить налоги, чем вызывал недовольство местного населения.
В 1858—1866 годах султан Тувайни вёл с восставшими кочевыми ибадитскими племенами упорную войну.
В феврале 1866 года в Сухаре султан Тувайни ибн Саид был убит собственным старшим сыном Селимом ибн Тувайни (1866—1868).
Английский путешественник Уильям Палгрев сообщал о том, когда его корабль затонул в марте 1863 года на острове Совадах в Омане, они были очень хорошо приняты султаном Тувайни.
Тувайни ибн Саид имел семь сыновей и пять дочерей:
- Селим ибн Тувайни (1845—1876), султан Омана (1866—1868)
- Мухаммад ибн Тувайни (ум. 1877)
- Насир ибн Тувайни (род. [848), губернатор Гвадура (1869—1871)
- Харуб ибн Тувайни (ок. 1849 — до 1893)
- Абдул-Азиз ибн Тувайни (род. 1850 — до 1907)
- Хамдан ибн Тувайни
- Алия ибн Тувайни
- Турайя бинт Тувайни
- Асила бинт Тувайни
- Зевван бинт Тувайни
- Джокха бинт Тувайни (ум. 1912)